# Kurt E. Walter
Kurt E. Walter (* 12. Januar 1908 in Berlin; † 24. Januar 1960 ebenda) war ein deutscher Drehbuchautor und Filmregisseur.

## Leben
Walter studierte ab 1925 Germanistik, Anglistik, Geschichte und Philosophie an der Universität Berlin. Im Juni 1932 beendete er sein Studium ohne Abschluss und arbeitete als Journalist für verschiedene Zeitungen.
Durch Rolf Meyer kam er im November 1934 mit dem Film in Kontakt. Anschließend war er an mehreren Drehbüchern beteiligt, ohne im Vorspann erwähnt zu werden. Ab 1936 offiziell Drehbuchautor, gelang ihm als Co-Autor Meyers mit der Musikkomödie Die göttliche Jette ein Erfolg, der Grethe Weiser zum Durchbruch verhalf.
In den folgenden Jahren schrieb Walter mehrere meist wenig anspruchsvolle Komödien, Romanzen, Krimis und Melodramen. Mit Das Gewehr über, Spähtrupp Hallgarten und Heimaterde zeigte er sich während des Zweiten Weltkrieges als regimekonform.
Bei Hallo – Sie haben Ihre Frau vergessen betätigte er sich 1949 ausnahmsweise zugleich als Regisseur. Danach verfasste er noch zahlreiche Drehbücher mit bieder-harmlosem Inhalt, wie sie für das Kino der Ära Adenauer charakteristisch waren. Wenige Stunden nachdem er in einen Autounfall verstrickt war verübte er Suizid durch Erhängen.

## Filmografie
- 1937: Vor Liebe wird gewarnt
- 1937: Die göttliche Jette
- 1937: Zweimal zwei im Himmelbett
- 1938: Diskretion – Ehrensache
- 1939: Das Gewehr über
- 1940: Rote Mühle
- 1940: Der ungetreue Eckehart
- 1940: Angelika
- 1940: Die lustigen Vagabunden
- 1941: Spähtrupp Hallgarten
- 1941: Alarm
- 1941: Sonntagskinder
- 1941: Heimaterde
- 1942: Dr. Crippen an Bord
- 1943: Symphonie eines Lebens
- 1944: Der Meisterdetektiv
- 1944: Schicksal am Strom
- 1948: Die Zauberschere
- 1948: Die Söhne des Herrn Gaspary
- 1949: Hallo – Sie haben Ihre Frau vergessen (auch Regie)
- 1950: Dreizehn unter einem Hut
- 1950: Die wunderschöne Galathee
- 1950: Taxi-Kitty
- 1951: Professor Nachtfalter
- 1951: Das späte Mädchen
- 1952: Königin der Arena
- 1953: Der Kaplan von San Lorenzo
- 1954: Heideschulmeister Uwe Karsten
- 1954: Regina Amstetten
- 1954: Drei vom Varieté
- 1955: Musik, Musik und nur Musik
- 1955: Unternehmen Schlafsack
- 1955: Zwei blaue Augen
- 1956: Was die Schwalbe sang
- 1956: Ein Herz kehrt heim
- 1957: Unter Palmen am blauen Meer
- 1957: Glücksritter
- 1957: Das Herz von St. Pauli
- 1958: Es war die erste Liebe
- 1959: Traumrevue
- 1959: Wenn die Glocken hell erklingen
- 1961: Davon träumen alle Mädchen (Idee)